# Bambiderstroff
Bambiderstroff é uma comuna francesa na região administrativa de Grande Leste, no departamento de Mosela. Estende-se por uma área de 11,05 km². Em 2010 a comuna tinha 1 082 habitantes (densidade: 97,9 hab./km²).